# Stefan Rettenegger
Stefan Rettenegger (Schwarzach im Pongau, 2 febbraio 2002) è un combinatista nordico austriaco.

## Biografia
Originario di Pfarrwerfen, fratello di Thomas, a sua volta combinatista nordico, e attivo dall'agosto del 2014, Rettenegger ha esordito in Coppa del Mondo il 31 gennaio 2020 a Seefeld in Tirol in un'individuale Gundersen (40º) e ai successivi Mondiali juniores di Oberwiesenthal 2020 ha vinto la medaglia d'oro nella gara a squadre; nella rassegna iridata giovanile di Lahti/Vuokatti 2021 ha conquistato la medaglia d'argento nella gara a squadre mista e quella di bronzo nel trampolino normale e in quella di Zakopane/Lygnasæter 2022 la medaglia d'oro nel trampolino normale e quella di bronzo nella gara a squadre e nella gara a squadre mista. Ai Mondiali di Planica 2023, sua prima presenza iridata, ha vinto la medaglia di bronzo nella gara a squadre e nella gara a squadre mista e si è classificato 7º nel trampolino normale e 5º nel trampolino lungo; il 26 novembre dello stesso anno ha conquistato il primo podio in Coppa del Mondo, a Kuusamo in una partenza in linea (3º). Ai Mondiali di Trondheim 2025 ha vinto la medaglia di bronzo nella gara a squadre mista e si è classificato 8º nel trampolino normale e 18º nel trampolino lungo. Non ha preso parte a rassegne olimpiche.

## Palmarès

### Mondiali
- 3 medaglie:
  - 3 bronzi (gara a squadre, gara a squadre mista a Planica 2023; gara a squadre mista a Trondheim 2025)

### Mondiali juniores
- 6 medaglie:
  - 2 ori (gara a squadre a Oberwiesenthal 2020; trampolino normale a Zakopane/Lygnasæter 2022)
  - 1 argento (gara a squadre mista a Lahti/Vuokatti 2021)
  - 3 bronzi (trampolino normale a Lahti/Vuokatti 2021; gara a squadre, gara a squadre mista a Zakopane/Lygnasæter 2022)

### Coppa del Mondo
- Miglior piazzamento in classifica generale: 2º nel 2024
- 13 podi (11 individuali, 2 a squadre):
  - 7 secondi posti (5 individuali, 2 a squadre)
  - 6 terzi posti (individuali)